# Dany Bill
 (mai 2020).
Si vous disposez d'ouvrages ou d'articles de référence ou si vous connaissez des sites web de qualité traitant du thème abordé ici, merci de compléter l'article en donnant les références utiles à sa vérifiabilité et en les liant à la section « Notes et références ».
Dany Bill (né le 28 avril 1973 à Douala) est un ancien kickboxeur camerounais et sept fois champion du monde de muay-thaï.

## Biographie
Dany Bill grandit en France. En 1986, il commence à s'entraîner au Nemrod Boxing Gym de la cité du Clos Saint Lazare dans sa ville de Stains en Seine-Saint-Denis.
Il dispute son premier combat à l'âge de 14 ans et devient champion de France de muay-thaï en 1988 à l'âge de 15 ans.
En 1993, il est le premier combattant européen à remporter un titre en Thailande, titre qui est considéré dans ce sport comme titre mondial, contre Den Muang Surin, et lors du King's Birthday Event à Bangkok[réf. nécessaire].
Il a été champion du monde pendant sept années consécutives, de 1993 à 1999, battant des sportifs considérées comme les meilleurs combattants du monde (Nokweed Devy, Pananonlek, Saimai Suk, Orono Por Muang U bon, Joel Cesar, Joe Prestia).
Il perd son titre mondial en 1999 contre Sakmongkol[réf. nécessaire]. Après cela, il combat à l'anniversaire du roi en 2000 en Thaïlande, mais perd à nouveau contre Kaolan Kaovichit. Après une pause de deux ans, il revient en 2003 et se bat contre Aurélien Duarte. Blessé à la jambe lors du deuxième tour, il perd le combat par KO technique (TKO)[réf. nécessaire].
En 2006, Dany Bill fait son deuxième retour dans le circuit européen de kickboxing-Superleague. Lors de son premier combat, il gagne contre Moises Baptista de Souza, puis Roberto Cocco d'Italie par décision unanime[réf. nécessaire].
Dany Bill devient ensuite un entraîneur de muay-thaï[réf. nécessaire].

## Titres
- 1993-1999 : sept fois champion du monde de muay-thaï[1]
- 1990 : champion de France Senior de muay-thaï
- Champion de France junior de muay-thaï 1989
- Champion de France cadet de muay-thaï 1988